# كارل غيرهارد
كارل غيرهارد (بالإنجليزية: Karl Gerhardt) هو نحات أمريكي، ولد في 7 يناير 1853 في بوسطن في الولايات المتحدة، وتوفي في 7 مايو 1940 في شريفبورت في الولايات المتحدة.